# Kongenitaler Nävus
Ein Kongenitaler melanozytärer Nävus (auch Riesennävus oder Konnataler Nävuszellnävus) ist eine gutartige, üblicherweise sehr große und bräunlich/schwarz gefärbte Hautveränderung, die schon bei der Geburt vorhanden ist (im Gegensatz zu den meisten anderen so genannten „Muttermalen“ bzw. „Leberflecken“, die erst im Lauf der Pubertät entstehen). Es handelt sich um eine bestimmte Unterart von gutartigen, pigmentierten, begrenzten Fehlbildungen der Haut (Pigmentnävi).

## Epidemiologie
Angeborene melanozytäre Nävi zeigen keine Präferenz bezüglich Geschlecht oder Hautfarbe. Kleinere solcher kongenitaler Nävi kommen mit einer Häufigkeit von 1 % aller Neugeborenen vor, größere (ab 10 cm im Durchmesser) findet man bei einem unter 20.000 Neugeborenen. So genannte Riesennävi, die ganze Körpersegmente überziehen, sind noch seltener (1 : 500.000).

## Klinik
Kongenitale melanozytäre Nävi zeichnen sich durch ihre hell- bis dunkelbraune/schwarze Farbe, ihre knotige bis pflastersteinartige Oberfläche und ihre üblicherweise sehr weiche Struktur aus. Die Größe kann stark variieren, von unter 1,5 cm bis zu weit über 60 cm. Die größten Riesennävi betreffen bis zu 90 % der gesamten Haut. Oftmals sind diese von vielen kleinen Nävi begleitet, sogenannten 'Satelliten'. Diese befinden sich am ganzen Körper, auch Handflächen, Fußsohlen und Schleimhäute können betroffen sein. Bei einigen Patienten sind es Hunderte bis Tausende. Riesennävi, die häufig am Bauch oder Rücken zu finden sind, haben zusätzlich meist eine vermehrte dunkle und borstige Behaarung. Daher auch die veraltete Bezeichnung „Tierfellnävus“.

## Verlauf und Prognose
Es gibt Sonderformen der angeborenen Nävi, die sich erst im Laufe des Säuglingsalter zeigen, ansonsten aber den normalen kongenitalen Nävuszellnavi entsprechen. Sie werden tardive kongenitale Nävuszellnävi genannt.
Das Risiko der Entwicklung eines malignen Melanoms steigt mit der Größe des angeborenen Nävus.

## Therapie
Die Standardtherapie um eine kosmetische Verbesserung zu erzielen ist die chirurgische Exzision. Es gibt einige Kliniken in Deutschland, die sich unter anderem darauf spezialisiert haben und über viel Erfahrung verfügen. Es gibt ein neues Netzwerk der Nävus-Chirurgie. Verschiedene Kliniken und Fachärzte stehen dort in stetigem Austausch und arbeiten Hand in Hand.
Um der potentiellen Entstehung eines Melanoms vorzubeugen, werden große kongenitale Nävi in regelmäßigen Abständen von einem erfahrenen Dermatologen kontrolliert. Da das tatsächliche Risiko einer malignen Entartung aber wesentlich geringer ist als früher angenommen, stellt dies keinen Grund mehr für eine Entfernung des Nävus dar. Hohe psychosoziale Belastungen durch einen Nävus können eine Indikation zur chirurgischen Exzision darstellen. Die Entscheidung sollte individuell nach Rücksprache mit einem erfahrenen Dermatologen, Pädiater sowie Psychologen erfolgen.
Als veraltetes Therapieverfahren gilt die Dermabrasion, bei der die obersten Hautschichten abgeschliffen werden. Da es bei vielen Patienten neben der zu erwartenden Repigmentierung auch zu Wundheilungsstörungen und starker Narbenbildung kommt, raten die meisten Ärzte heutzutage von dieser Methode ab.